# 47 км Геодезическая
47 км Геодези́ческая — населённый пункт в Новосибирском районе Новосибирской области России. Входит в состав Берёзовского сельсовета.

## География
Площадь населённого пункта — 5 гектаров.

## Население
| 2002 | 2007 | 2010 |
| ---- | ---- | ---- |
| 11   | ↗18  | ↗31  |

## Инфраструктура
В населённом пункте по данным на 2007 год отсутствует социальная инфраструктура.